# Robertas Grabauskas
Robertas Grabauskas (Vilnius, 3 agosto 1990) è un cestista lituano.